# Ed Lothamer
Edward Dewey Lothamer, mais conhecido como Ed Lothamer, é um ex-jogador profissional de futebol americano estadunidense.

## Carreira
Ed Lothamer foi campeão da Super Bowl IV jogando pelo Kansas City Chiefs.